# 導来代数幾何学
導来代数幾何学は、代数幾何学を、局所座標を与える可換環を（{\displaystyle \mathbb {Q} }上の）次数付き微分代数に置き換えることで一般化する数学の一分野である。 単純可換環または{\displaystyle E_{\infty }} --代数的トポロジーからの環スペクトルとなる。その高次ホモトピー群は、構造層の非離散性（Torなど）を説明する。グロタンディークのスキーム理論は、構造層を冪零元へ運ぶことを可能にする。導来代数幾何学はこの考えの拡張と考えることができ、他の応用として、変形理論における特異代数多様体と非特異代数多様体の交叉理論（またはモチヴィックホモトピー理論 ）の自然な導出を引き起こす。（cf. J. Francis）

## 定義
導来代数幾何学は、基本的にホモロジー代数とホモトピーを使用した幾何学対象の研究である。この分野の対象はホモロジー論的情報とホモトピー論的情報をエンコードする必要があるため、導来空間は様々な概念が含む。導来代数幾何学の研究の基本的な目的は、導来スキーム、より一般には導来代数となる。発見的には、導来スキームは、導来環のいくつかの圏から集合への関手である必要がある。
{\displaystyle F:{\text{DerRings}}\to {\text{Sets}}}
これをさらに一般化して、より高次亜群の対象を持つことができる（ホモトピー型によってモデル化されることが期待されている）。これらの導来スタックは、次のような適切な関手である。
{\displaystyle F:{\text{DerRings}}\to {\text{HoT}}}
多くの著者は、ホモトピー型をモデル化し、十分に研究されているため、単純集合に値を持つ関手などの関手をモデル化する。これらの導来空間の定義の違いは、導来環が何であるか、およびホモトピー型がどのように見えるかを選択することによって異なる。導来環のいくつかの例には、可換次数付き微分代数、単純環、および{\displaystyle E_{\infty }} -環。

### 高次スタック
ホモトピー型をモデル化するより高次スタックの最終的な理論があると推測される。 Grothendieckは、これらは球状亜群、またはそれらの定義の弱い形式によってモデル化されると推測している。シンプソンは、グロタンディークの考えの精神で有用な定義を与えている。代数スタック（ここでは1スタック）が表現可能と呼ばれるのは、任意の2つのスキームのファイバー積がスキームと同型であるためである。 仮説をとると、0スタックは代数空間で、1スタックはスタックで、任意の2つのスキームに沿ってファイバー積が（n-1）-スタックになるように、nスタックを再帰的に定義できる。

## スペクトルスキーム
導来代数幾何学の別の理論は、スペクトルスキームの理論によってまとめられている。それらの定義は、正確に述べるためにかなりの量の技術を必要とする。 しかし、要するに、スペクトル環によって与えられるスペクトルスキーム{\displaystyle X=({\mathfrak {X}},{\mathcal {O}}_{\mathfrak {X}})}は、{\displaystyle \infty } -トポス{\displaystyle {\mathfrak {X}}}の束に同伴する{\displaystyle \mathbb {E} _{\infty }} -環上{\displaystyle {\mathcal {O}}_{\mathfrak {X}}}で、アフィンスキームの定義と同様いくつかの局所条件に従う。特に
1. {\displaystyle {\mathfrak {X}}\cong {\text{Shv}}(X_{top})}はいくつかの位相空間と同等の{\displaystyle \infty } -トポス
2. 被覆が存在する必要がある{\displaystyle U_{i}}のスペクトル環{\displaystyle X_{top}}に誘導されるトポス{\displaystyle ({\mathfrak {X}}_{U_{i}},{\mathcal {O}}_{{\mathfrak {X}}_{U_{i}}})}と同等

さらに、スペクトルスキーム{\displaystyle X}は非接続と呼ばれ、{\displaystyle \pi _{i}({\mathcal {O}}_{\mathfrak {X}})=0}（{\displaystyle i<0}）となる。

## 参照

### DAG
- Toën, Bertrand (6 January 2014). “Derived Algebraic Geometry”. arXiv:1401.1044 [math.AG].
- Toën, Bertrand; Vezzosi, Gabriele (2004). “From HAG to DAG: derived moduli stacks”. In Greenlees, J. P. C.. Axiomatic, enriched and motivic homotopy theory. Proceedings of the NATO Advanced Study Institute, Cambridge, UK, September 9–20, 2002. NATO Science Series II: Mathematics, Physics and Chemistry. 131. Dordrecht: Kluwer Academic Publishers. pp. 173–216. ISBN 1-4020-1833-9. Zbl 1076.14002
- Vezzosi, Gabriele (2011). “What is ...a derived stack?”. Notices Am. Math. Soc. 58 (7):  955–958. Zbl 1228.14004.

### Enand E∞-環
- Spectral algebraic geometry - Rezk
- Operads and Sheaf Cohomology - JP May - {\displaystyle E_{\infty }}-rings over characteristic 0 and {\displaystyle E_{\infty }}-structure for sheaf cohomology
- Tangent complex and Hochschild cohomology of En-rings https://arxiv.org/abs/1104.0181
- Francis, John; Derived Algebraic Geometry Over {\displaystyle {\mathcal {E}}_{n}}-Rings

### 応用
- Lowrey, Parker; Schürg, Timo. (2018). Grothendieck-Riemann-Roch for Derived Schemes
- Ciocan-Fontanine, I., Kapranov, M. (2007). Virtual fundamental classes via dg-manifolds
- Mann, E., Robalo M. (2018). Gromov-Witten theory with derived algebraic geometry
- Ben-Zvi, D., Francis, J., and D. Nadler. Integral Transforms and Drinfeld Centers in Derived Algebraic Geometry.
- Kerz, Moritz; Strunk, Florian; Tamme, Geort (2018), “Algebraic K-theory and descent for blow-ups”, Invent. Math. 211 (2):  523–577, arXiv:1611.08466, Bibcode: 2018InMat.211..523K, doi:10.1007/s00222-017-0752-2, MR3748313